# Ludovico de Torres
Ludovico de Torres (Roma, 28 de outubro de 1551 - Roma, 8 de julho de 1609) foi um cardeal do século XVII

## Biografia
Nasceu em Roma em 28 de outubro de 1551. A família era originária de Mólaga, Espanha, e instalou-se em Roma na primeira metade do século XVI. Tio do Cardeal Cosimo de Torres (1622). Sobrinho de Luigi Torres, iuniore , arcebispo de Monreale (1573-1588).
Estudou Direito na Universidade de Perugia; e na Universidade de Bolonha, onde obteve o doutorado em utroque iure , tanto em direito canônico quanto em direito civil..
Recebeu a tonsura clerical em Roma. Foi para Monreale, onde seu tio Luigi era arcebispo, e foi nomeado seu vigário geral em 1572. Retornou a Roma e foi nomeado vigário de S. Lorenzo em Dâmaso. Cânon da basílica patriarcal da Libéria. Escrito apostólico . Encarregado pelo Papa da organização do Pontifício Romano e das anotações ao Martirológio Romano do Cardeal Cesare Baronio, que por ele tinha grande estima. Amigo próximo do poeta Torquato Tasso. Referendário dos Tribunais da Assinatura Apostólica de Justiça e de Graça..
Eleito arcebispo de Monreale, 22 de janeiro de 1588. Consagrado, domingo, 31 de janeiro de 1588, na igreja de S. Lorenzo em Damaso, Roma, pelo cardeal Gabriele Pallotti, auxiliado por Silvio Savelli, arcebispo de Rossano, e por Giuseppe Stefano, bispo de Viesti..
Criado cardeal sacerdote no consistório de 11 de setembro de 1606; recebeu o chapéu vermelho em 9 de dezembro de 1606; e o título de S. Pancrazio, 18 de dezembro de 1606. Nomeado bibliotecário da Santa Igreja Romana em 4 de julho de 1607..
Morreu em Roma em 8 de julho de 1609. Sepultado próximo ao altar-mor de sua igreja titular. Encontra-se hoje sepultado no pavimento da capela do Santíssimo Sacramento, na catedral metropolitana de Monreale.